# Ardalan Esmaili
Ardalan Esmaili (Teheran, 22 maart 1986) is een Iraans-Zweedse acteur.

## Biografie
Esmaili werd geboren in de Iraanse hoofdstad Teheran, maar groeide sinds zijn tweede op in het Zweedse Malå en later in Skellefteå. In 2012 studeerde hij af aan de Swedish National Academy of Mime and Acting. Voor zijn rol in de film Charmøren (The Charmer) werd hij in 2019 genomineerd voor een Bodil in de categorie Beste acteur. Datzelfde jaar werd hij op het Internationaal filmfestival van Berlijn door de European Film Promotion uitgeroepen tot Shooting Star.

### Privé
Esmaili heeft sinds 2015 een relatie met actrice Evin Ahmad. De twee verloofden zich in 2020. In mei 2024 kregen zij een zoon en in juni van dat jaar vond het huwelijk plaats.

## Filmografie (selectie)
| Jaar        | Titel                                       | Rol              | Type productie | Opmerkingen     |
| ----------- | ------------------------------------------- | ---------------- | -------------- | --------------- |
| 2015        | Boys                                        | Gaspar           | Televisieserie |                 |
| 2016        | Flickan, mamman och demonerna               | Demon            | Film           |                 |
| 2016        | Beck                                        | Amir Ghanbari    | Televisieserie | 1 aflevering    |
| 2017        | Charmøren (The Charmer)                     | Esmail           | Film           |                 |
| 2017 - 2020 | Rebecka Martinsson                          | Tommy Rantakyrö  | Televisieserie | 16 afleveringen |
| 2018        | Den döende detektiven (The Dying Detective) | Joseph Ermegan   | Televisieserie | 2 afleveringen  |
| 2018        | Gråzon (Greyzone)                           | Iyad Adi Kassar  | Televisieserie | 10 afleveringen |
| 2019        | Domino                                      | Omar             | Film           |                 |
| 2019        | Ser du månen, Daniel (Held for Ransom)      | Majeed           | Film           |                 |
| 2019        | Sea Fever                                   | Omid             | Film           |                 |
| 2020        | The Rain                                    | Uncle            | Televisieserie | 2 afleveringen  |
| 2020        | Alfa                                        | Ibrahim          | Televisieserie | 4 afleveringen  |
| 2020        | White Wall                                  | Said             | Televisieserie | 6 afleveringen  |
| 2021        | Snöänglar (Snow Angels)                     | Salle            | Televisieserie | 6 afleveringen  |
| 2022        | Svart krabba (Black Crab)                   | Karimi           | Film           |                 |
| 2022        | Snabba cash (Easy Money)                    | Jamal            | Televisieserie | 6 afleveringen  |
| 2023        | Codename: Annika                            | Rasmus Ståhlgren | Televisieserie | 6 afleveringen  |